# Ratuș, Telenești
Ratuș este satul de reședință al comunei cu același nume  din raionul Telenești, Republica Moldova.

## Istorie
Satul Ratuș din valea râului Ciuluc a fost întemeiat în anul 1908. În 1923 erau 9 gospodării, populația fiind alcătuită din 31 de bărbați, 24 femei, în total 55 oameni.